# ファトフ・アリー・シャー

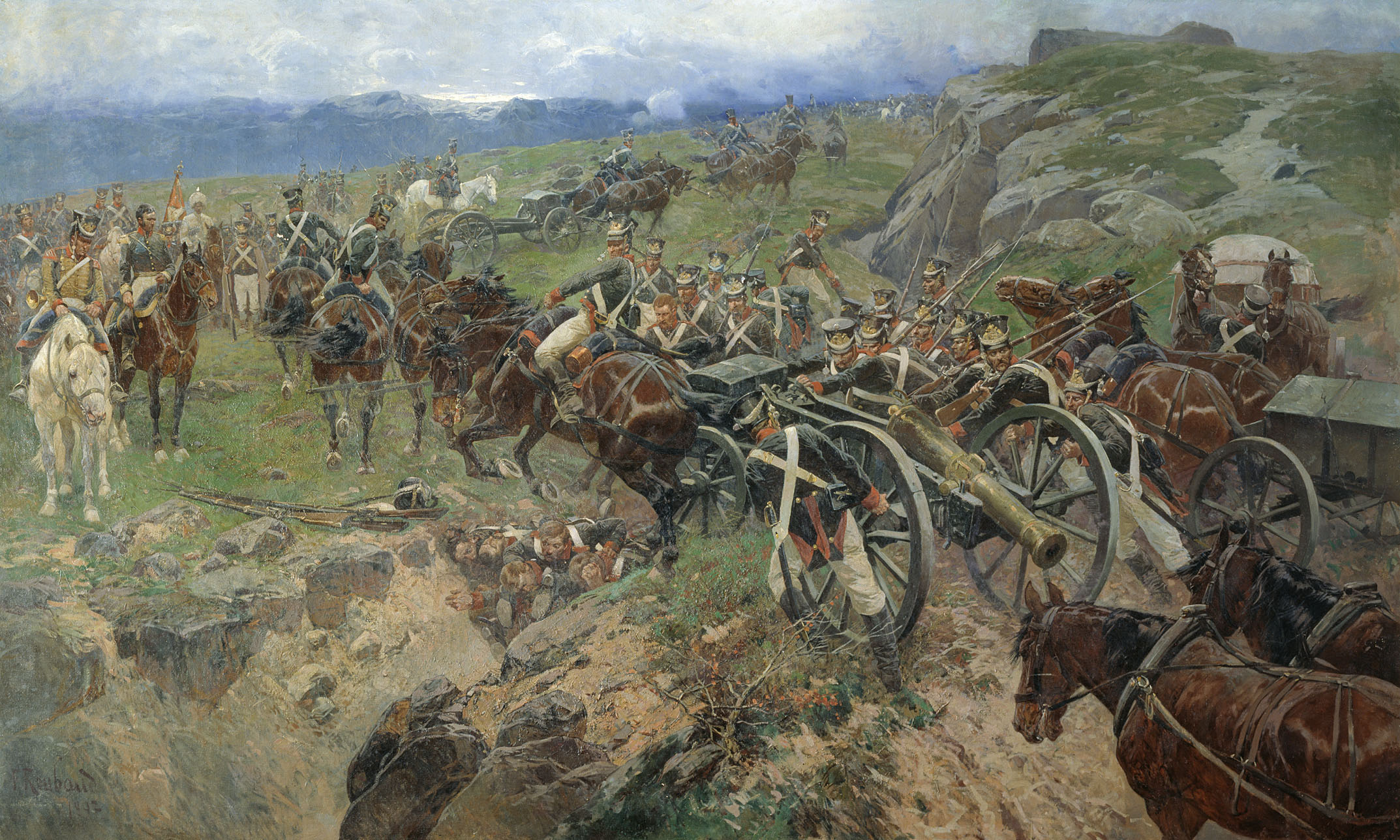
ロシア・ペルシャ戦争、ロシアの画家Franz Roubaud作。

ファトフ・アリー・シャー（1772年9月5日 - 1834年10月23日。ペルシャ語で、 فتح على شاه قاجار)は、ガージャール朝第2代シャー。

## 生涯

### 即位
1797年6月17日から死亡するまで、ペルシアを統治したアーガー・モハンマド・シャーの甥にあたり、アーガー自身が5歳（もしくは13歳）の時に去勢されていたため、彼が暗殺されるとシャーとして即位した。
ファトフ・アリーは、ザンド朝時代より15年間財務大臣を務めたハッジ・イブラーヒーム・ハーンを辞任させた。
ファトフ・アリーの時代は、ペルシャ絵画の復興期であり、精巧な宮廷文化も復興した。特に、この時代には、ファトフ・アリーの庇護の下、他のイスラーム王朝には類を見ない肖像画や大規模な油絵が描かれた時代でもあった。また、ファトフ・アリーは、戴冠式の際に使われた椅子を含めた王家の象徴を作った。この椅子は、ファトフ・アリー以後のシャーも使った。また、ペルシャ語で تاج كيانىと呼ばれる王冠を作った。この王冠は、真珠やその他の宝石で飾られていた。

### ロシア・イラン戦争
ファトフ・アリー統治の初期は、ロシア帝国がグルジアへの南下を開始していた時期であった。グルジアは、もともと、ペルシャが自らの勢力圏として定めていた地域であった。1804年、ファトフ・アリーがグルジアへの進出を開始したことにより、ロシアとペルシャの間で戦争が勃発した（第一次ロシア・ペルシア戦争）。この開戦は、シーア派聖職者の反対を押し切って強行された。戦争の初期は、ペルシャ軍が優勢に展開していたが、戦局は、武器や大砲といった面で近代的であったロシア軍優勢に変化していった。
その後、ロシアは、ペルシャへ継続して戦争を展開し、ペルシャはイギリスと接近することによって、ロシアへの牽制を図った。しかし、イギリスはナポレオン戦争によって関心をフランスに向けていたことから、ペルシャの要請を拒否することとなった。その結果、ペルシャはフランスとの接近を図った。1807年、フィンケンシュタイン条約（en）が締結されたが、この協定は、履行されることはなかった。フランスがロシアとの和平を実現してしまったからである。
そのころ、スコットランド人ジョン・マルコム（en）がペルシャに大使として赴任し、イギリスがペルシャを支援する約束を取り付けたが、その約束も反故にされ、逆に、ペルシャ軍のグルジアからの撤退を要請した。1813年には、ロシア軍がタブリーズに入城するにいたり、ゴレスターン条約（en）がロシアとの間で締結された。この条約により、現在のグルジアやアゼルバイジャンをロシアに割譲することとなり、黒海への入り口が絶たれ、さらに、国境貿易による5%の関税の設置が決まった。ゴレスターン条約は、ペルシャとヨーロッパ諸国との間での不平等な関係の始まりであった。また、この条約では、国境線に対する取り決めが不明瞭だったこともあり、ロシアとペルシャの間では、緊張関係が継続することとなった。
その結果、ペルシャ国内では、ロシアの不正義を訴えるウラマー層の不満が湧き上がった。また、当時のペルシャは土地に対する収穫税を収穫の5%から10%に引き上げるなど、農民の間でも不満が噴出していった。このような国内情勢を利用したファトフ・アリーは、再び、ロシアとの戦端を開いた（第二次ロシア・ペルシア戦争）。しかし、ロシアとの戦力差は圧倒的に開いており、トルコマーンチャーイ条約を締結することによって、戦争は、ペルシャの敗戦で終結した。その結果、現在のアルメニア、ナヒチェヴァンがロシアに割譲されることとなった。また、カスピ海における艦船の航行が禁止され、莫大な賠償金がペルシャからロシアに支払われることとなった。

### 死
ファトフ・アリーは、自らとロシアとの戦争を本として編纂するために、多くの作家と画家を雇っている。これは、ファトフ・アリーがフェルドウスィーのシャー・ナーメに触発されたことにより編纂が開始され、ガージャール朝時代の重要な文献となっている。
1833年10月25日、寵愛していた王子アッバース・ミールザー（en）を失った。ファトフ・アリーは孫のモハンマドを王太子にすえた。これが後のモハンマド・シャーである。翌年、ファトフ・アリーは、死亡した。
ファトフ・アリーは、158人の妻妾と260人の子どもを持ったと伝えられている。また、ファトフ・アリーには25枚の肖像画が残されており、痩せ型の体型に、腰まで伸びるあごひげを貯えていた姿で描写された。